# الوحدة الكشفية
الوحدة الكشفية هو تنظيم كشفي تابع للفوج الكشفي وتتكون من عناصر تسمى بالفرق الكشفية.

## مكونات الوحدات الكشفية

### وحدة الأشبال
- فرقة ناعم الظفر
- فرقة شبل ذو نجم
- فرقة شبل ذو نجمين

مع العلم أنه لكل طليعة عريف طليعة يتراسها مع مساعده

### وحدة الكشاف
- فرقة الكشاف الثاني
- الكشاف الأول

### وحدة المتقدم
- فرقة المتقدم الثاني
- فرقة المتقدم الأول

### وحدة الجوال
- فرقة جوالة التعداد
- فرقة جوالة التدريب
- فرقة جوالة الخدمة